# Louis Vulfranc Verrollot
Louis Vulfranc Verrollot est un homme politique français né le 18 novembre 1772 à Neuvy-Sautour (Yonne) et décédé le 4 septembre 1868  à Brienon-sur-Armançon (Yonne).

## Biographie
Né à Neuvy-Sautour dans l'Yonne le 18 novembre 1772, Louis Vulfranc Vérrollot est le fils de Edme François Vérrollot maitre Chirurgien et de Marie Edmée Bouillat.
 Le 10 mai 1800  il épouse à Briénon-sur-Armançon Victoire Ferrand. Le couple aura 5 enfants.
Marchand de bois, maire de Brienon-sur-Armançon de 1830 à 1848, il est député de l'Yonne de 1831 à 1834, siégeant dans la majorité conservatrice.
Il meurt le 4 septembre 1868 à Brienon-sur-Armançon

## Sources
- « Dictionnaire des parlementaires français de 1789 à 1889 (Adolphe Robert, Edgar Bourloton et Gaston Cougny) », sur gallica BNF (consulté le 7 décembre 2013)[Note 2]